# Massimiliano Fuksas

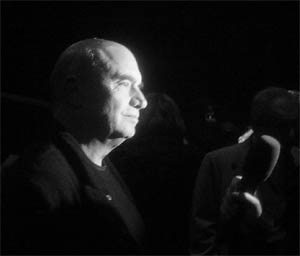
Massimiliano Fuksas (2006)

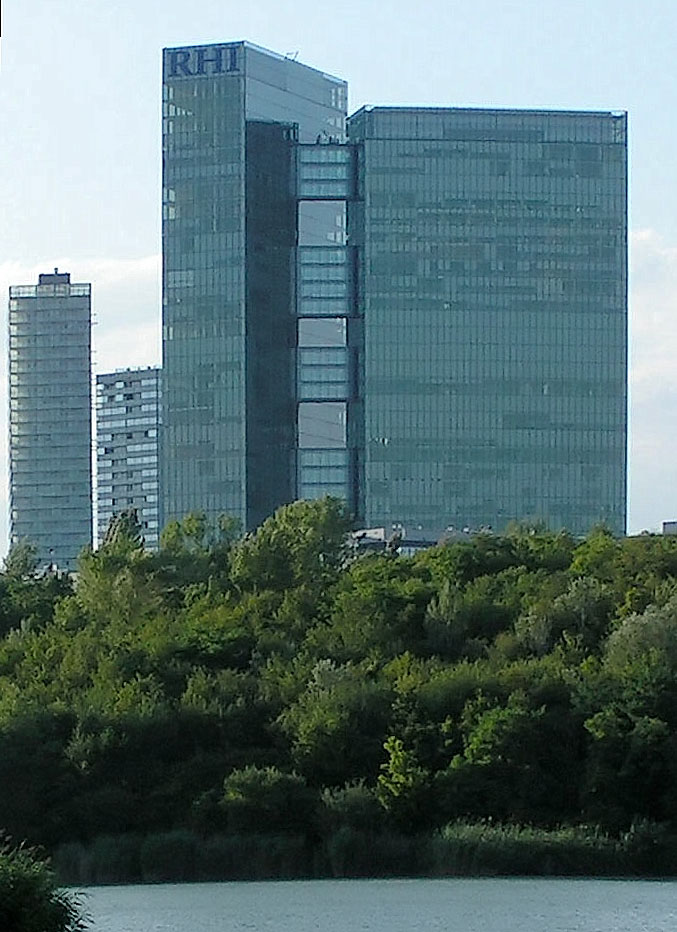
Vienna Twin Tower (Foto 2005)

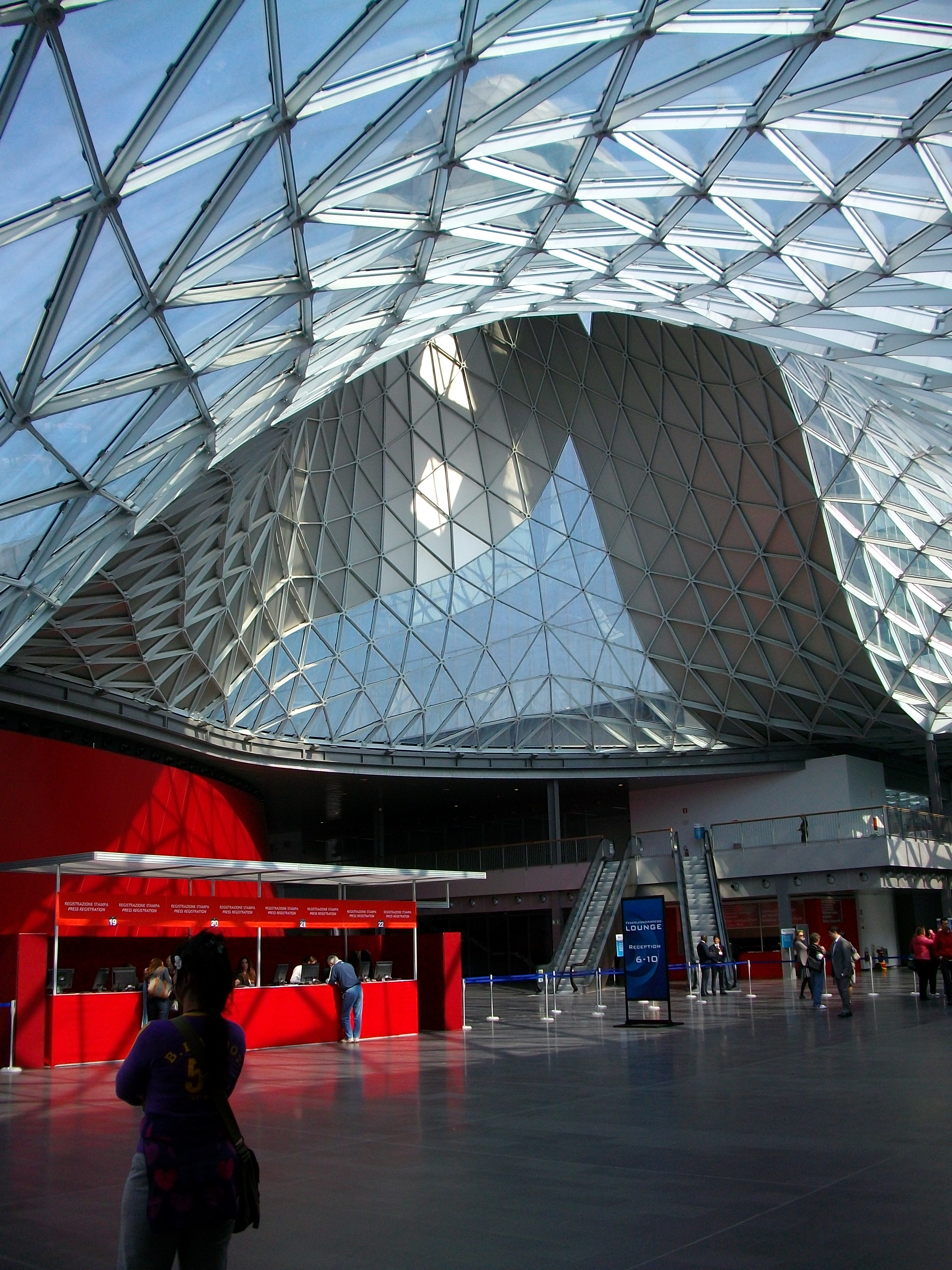
Neue Messe Mailand (Foto 2010)

Massimiliano Fuksas (* 9. Januar 1944 in Rom) ist ein italienischer Architekt und Designer, Humanist, Dichter und Maler. Er arbeitet seit über 30 Jahren mit seiner Frau Doriana O. Mandrelli Fuksas. Beide sind Teilhaber im Unternehmen Studio Fuksas, das Büros in Rom, Paris, Shenzhen und Dubai betreibt.

## Leben
Massimiliano Fuksas ist über seinen Vater litauisch-jüdischer Herkunft, seine Mutter hat französische und österreichische Vorfahren. Er schloss sein Architekturstudium in Rom 1969 ab. Bereits 1967 eröffnete er sein erstes eigenes Architektur-Studio in Rom. Sein Tätigkeitsfeld lag zunächst in Italien, in den 1980er Jahren verlagerte er den Schwerpunkt nach Frankreich. 1989 gründete er in Paris ein weiteres Studio, 1993 folgte, ebenfalls in Paris, ein zweites Büro. 1995 schließlich eröffnete Fuksas sein drittes Studio in Wien und sein viertes Studio 1997 in Frankfurt am Main. Im Frühjahr 2008 eröffnete er ein weiteres Büro in Shenzhen. Ende 2001 war er künstlerischer Direktor der Sektion Architektur auf der Biennale in Venedig. Fuksas war Gast-Professor an verschiedenen Universitäten in Europa und in den USA, wie beispielsweise an der Kunstakademie in Stuttgart, der École Spéciale d’Architecture in Paris, am Institut für Entwerfen und Architektur der Universität Hannover, der Akademie der bildenden Künste Wien und der Columbia University in New York.
Seit 1995 ist er Mitglied des Beirates für Straßengestaltung in Berlin, von 1994 bis 1997 war er Mitglied im Gestaltungsbeirat der Stadt Salzburg. Seit langer Zeit bezieht er in seine Studien städtebauliche Probleme mit ein, besonders solche, die sich auf die Vorstädte beziehen. Seit 2000 schreibt er eine wöchentliche Kolumne in der Zeitschrift L’Espresso. 2002 wurde er Ehrenmitglied des American Institute of Architects (AIA), 2003 Mitglied der International Academy of Architecture (IAA) in Sofia.

## Werke (Auswahl)
Eines seiner jüngeren Werke, der 137 m hohe Vienna Twin Tower, ist eine transparente Konstruktion aus Glas und Stahl und wurde in Wien am Wienerberg errichtet. Ein weiteres ist das Einkaufszentrum Europark in Salzburg.
2005 wurde vor den Toren Mailands die von Fuksas entworfene Neue Messe eröffnet. Das Messegelände mit 345.000 m² Ausstellungsfläche und 60.000 m² Außenbereichen war auch Ausstellungsort der Expo 2015.
Für das Großprojekt Palaisquartier in Frankfurt am Main, das Mitte 2010 fertiggestellt wurde, entwarf Fuksas das Einkaufszentrum MyZeil. Im Oktober 2013 wurde in der römischen Via del Corso der Umbau des früheren Gebäudes der Unione Militare aus dem Jahre 1901 mit einer von Fuksas noch für den Modekonzern Benetton entworfenen Glaskuppel vollendet; das Gebäude wurde inzwischen vom neuen Eigentümer H&M übernommen.
Das von Fuksas im römischen Stadtteil Eur entworfene Konferenzzentrum Nuovo Centro Congressi, nach seiner Form auch La Nuvola (dt. Die Wolke) genannt, sollte ursprünglich bereits 2013 eröffnet werden. Die Fertigstellung war nach erheblichen Finanzierungsproblemen bis Ende 2016 geplant. Die Eröffnung erfolgte am 29. Oktober 2016.

## Zitate
- „Die Architektur ist ein Beruf des Friedens und des Teilens.“ (Massimiliano Fuksas)